# Peter Cornelius (operasångare)
Lauritz Peter Cornelius, ursprungligen Lauritz Peter Cornelius Petersen, född den 4 januari 1865, död den 30 december 1934, var en dansk operasångare.
Cornelius utbildades av Camillus Nyrop och Leopold Rosenfeld. Han debuterade 1892 vid Det Kongelige Teater och sjöng under de närmaste åren en rad barytonpartier där. Efter ytterligare studier i Berlin hos H. Spiro och i Paris hos Devillier övergick Cornelius till tenorfacket 1900.
Han intog därefter en framträdande plats, i synnerhet som Wagnersångare. Cornelius sjöng 1906 Siegmund i Bayreuth, 1907-14 vid Covent Garden i London, 1908 vid operan i Stockholm, dessutom i Oslo, Paris, Budapest och Karlsruhe. 1907 utnämndes Cornelius till kunglig kammersanger. Han drog sig 1924 tillbaka från scenen.

## Utmärkelser
- Riddare av Dannebrogorden,  1906[2]
- Dannebrogsmännens hederstecken,  1914[2]
- Förtjänstmedaljen i guld,  1924[2]

[Redigera Wikidata]